# HD148385
HD148385 — хімічно пекулярна зоря спектрального класу A4, що має видиму зоряну величину в смузі V приблизно  7,2.
Вона  розташована на відстані близько 609,6 світлових років від Сонця.